# Monocercops actinosema
Monocercops actinosema là một loài bướm đêm thuộc họ Gracillariidae. Nó được tìm thấy ở Queensland.